# Bonn Open 2025
Il Bonn Open 2025 è stato un torneo maschile di tennis professionistico. È stata la 2ª edizione del torneo, facente parte della categoria Challenger 75 nell'ambito dell'ATP Challenger Tour 2025, con un montepremi di 91 000 €. Si è giocato dal 4 al 10 agosto 2025 sui campi in terra rossa del Bonner Tennis- und Hockey-Verein di Bonn, in Germania.

## Partecipanti

### Teste di serie
| Nazionalità | Giocatore               | Ranking* | Testa di serie |
| ----------- | ----------------------- | -------- | -------------- |
| Paesi Bassi | Botic van de Zandschulp | 87       | 1              |
| Belgio      | Raphaël Collignon       | 90       | 2              |
| Danimarca   | Elmer Møller            | 105      | 3              |
| Lituania    | Vilius Gaubas           | 149      | 4              |
| Regno Unito | Jan Choinski            | 151      | 5              |
| Argentina   | Federico Coria          | 154      | 6              |
| Austria     | Jurij Rodionov          | 184      | 7              |
| Libano      | Benjamin Hassan         | 188      | 8              |

* Ranking al 28 luglio 2025.

### Altri partecipanti
I seguenti giocatori hanno ricevuto una wild card per il tabellone principale:
- Diego Dedura
- Jamie Mackenzie
- Niels McDonald

Il seguente giocatore è entrato in tabellone come special exempt:
- Olle Wallin

Il seguente giocatore è entrato in tabellone nell'ambito dello Junior Accelerator Programme:
- Joel Schwärzler

Il seguente giocatore è entrato in tabellone come alternate:
- Sumit Nagal

I seguenti giocatori sono passati dalle qualificazioni:
- Marco Cecchinato
- Pedro Boscardin Dias
- Péter Fajta
- Gonzalo Villanueva
- Martin Krumich
- Yanaki Milev

Il seguente giocatore è entrato in tabellone come lucky loser:
- Mats Rosenkranz

## Punti e montepremi
| Torneo    | Torneo              | V      | F     | SF    | QF    | 2T    | 1T  | Q | Q2  | Q1  |
| Singolare | Punti               | 75     | 44    | 22    | 12    | 6     | 0   | 4 | 2   | 0   |
| Singolare | Premi in denaro (€) | 12 980 | 7 620 | 4 550 | 2 635 | 1 535 | 950 | – | 360 | 185 |
| Doppio    | Punti               | 75     | 44    | 22    | 12    | –     | 0   | – | –   | –   |
| Doppio    | Premi in denaro (€) | 4 250  | 2 450 | 1 480 | 880   | –     | 500 | – | –   | –   |

## Campioni

### Singolare
Jurij Rodionov ha sconfitto in finale  Timofej Skatov con il punteggio di 3–6, 6–2, 6–4.

### Doppio
Neil Oberleitner /  Mick Veldheer hanno sconfitto in finale  Tim Rühl /  Patrick Zahraj con il punteggio di 4–6, 7–6(3), [12–10].